# USS O'Brien (DD-725)
O USS O'Brien (DD-725) foi um Destroyer norte-americano que serviu durante a Segunda Guerra Mundial.

## Comandantes
| Comandante                           | Data                                    |
| ------------------------------------ | --------------------------------------- |
| Cdr. Paul Frederick Heerbrandt       | 25 de Fevereiro de 1944 - Junho de 1944 |
| Lt.Cdr. William Woodward Outerbridge | Junho de 1944 - Junho de 1945           |
| John Blair Gragg                     | Junho de 1945 - Setembro de 1945        |